# Колесников, Александр Антонович
Алекса́ндр Анто́нович Коле́сников (7 мая 1951) — российский учёный, доктор исторических наук, профессор Санкт-Петербургского государственного университета.

## Биография
После окончания в 1969 году Ленинградского Суворовского военного училища, в котором обучался с 1962 года, поступил в Военный институт иностранных языков. Окончив в 1974 году институт, находился на военной службе вплоть до 1994 года. Служил в Ленинградском военном округе (1974—1984); Центральном аппарате МО СССР (1984—1985); Среднеазиатском военном округе (1985—1987); Генеральном штабе ВС СССР (1987—1989). Завершил военную службу, занимая должность помощника Начальника штаба Объединенных Вооруженных Сил стран Варшавского Договора.
С 1991 по 1995 годы работал в Германии и Польше как журналист-международник.
С 1995 по 2013 год, находясь на службе в системе МИД РФ, работал в Туркменистане, Киргизии, Турции, Израиле. А. А. Колесникову присвоен дипломатический ранг советника 1 класса. Языки, которыми он владеет, это: английский, французский, польский, турецкий и туркменский.

## Научно-преподавательская деятельность
Защитил в 1980 году кандидатскую диссертацию на тему «Народные дома в общественно-политической и культурной жизни Турецкой республики». Местом защиты стал Институт востоковедения РАН. В 1998 году состоялась защита докторской диссертации в Институте военной истории МО РФ. Темой диссертации стал «Вклад русских военных исследователей в изучение Центральной Азии (конец ХIХ — начало ХХ вв.)». В 2006 году А. А. Колесникову присвоено учёное звание «профессор».
Преподавательскую деятельность начинал в Ленинградском государственном университете в 1976 году, где проработал до 1984 года. С 1995 по 1997 преподавал в ИСАА МГУ и МГИМО. А с 2001 по 2005 годы работал в СПбГУ. В 1997—2001 годах в качестве приглашенного профессора работал в Туркменском государственном университете. С 2002 по 2004 годы вёл преподавательскую деятельность в Ошском гуманитарно-педагогическом институте. Затем местом его работы стали: Киргизско-Российский Славянский университет (2004—2016); Академия ОБСЕ в Бишкеке (2004—2005); Институте международных отношений и социально-политический наук МГЛУ (2013—2016). В 2018 году А. А. Колесников вернулся к преподавательской деятельности в СПбГУ. А в 2019 году там был создан Центр евразийских исследований СПбГУ, директором которого стал Колесников.
В 1994—1996 годах он занимал должность заведующего сектором в Институте востоковедения РАН. 2015—2018 годах был руководителем Санкт-Петербургского регионального информационно-аналитического центра Российского института стратегических исследований. С 2017 года является учредителем и председателем Санкт-Петербургского общества научных и культурных связей с Турцией.
А. А. Колесниковым опубликовано более 100 научных работ.
Справочное издание А. А. Колесникова (в соавторстве) «Современная Турция: хроника политической жизни (2002—2006 гг.)» входит в в списки дополнительной литературы программ обучения в МГИМО, в Санкт-Петербургском филиале Национального исследовательского университета «Высшая школа экономики», в ДГУ.

## Основные труды
- Турция: общество и армия, т. I. Л., ЛГУ. 1983. 340 с. (в соавторстве с В. М. Запорожцем);
- Народные дома в общественно-политической и культурной жизни Турции. М., 1984;
- Восточный Туркестан глазами русских путешественников (вторая половина XIX века) Алма-Ата, Наука, 1988 (в соавторстве С. Г. Кляшторным);
- Русские путешественники в Афганистане (XIX в.), Душанбе, Дониш, 1988 (в соавторстве с Г. С. Харатишвили);
- О долге и чести воинской в Российской армии. М., Воениздат, 1990 (в соавторстве с Ю. А. Галушко);
- Восточный Туркестан глазами европейских путешественников. Алма-Ата, Наука, 1991 (в соавторстве С. Г. Кляшторным, М. К. Басхановым);
- Школа российского офицерства. М., Русский мир, 1993 (в соавторстве с Ю. А. Галушко);
- Русские военные исследователи Азии. Душанбе, Дониш, 1997;
- Турция в российских архивах (Турция в фондах РЦХИДНИ). М.,1997 (в соавторстве с М. А. Сидоровым, И. Н. Селезневой);
- Пушкин и Туркменистан (Историко-публицистические этюды). М., АРБИЗО, 1999 (в соавторстве с М. Б. Дурдыевым);
- Ускоренный курс турецкого разговорного языка. М., Международные отношения, 2002 (в соавторстве с А. З. Трофимовым);
- Ош глазами русских путешественников (вторая половина XIX— начала ХХ вв.), Бишкек, 2003 (в соавторстве с М. Ф. Матвеевой); издание второе (дополненное), Тула, 2016;
- Изучение Центральной Азии в России. Учебное пособие к спецкурсу лекций. Бишкек, КРСУ, 2006;
- Русские в Кашгарии (вторая половина XIX — начала ХХ вв.). Миссии, экспедиции, путешествия. Бишкек, Раритет, 2006; Анкара, 2010 (на турецком языке);
- Архивное источниковедение. Методическое пособие и программа спецкурса. Бишкек, КРСУ, 2007;
- Ataturk doneminde RusTurk iliskileri. Ankara, 2010 (на турецком языке);
- Российско-турецкие отношения в эпоху Ататюрка. Анкара, 2010;
- Введение в историю и культуру народов Востока. Учебно-методическое пособие. Бишкек, КРСУ, 2010 (в соавторстве с А. И. Пылевым);
- Биобиблиографический словарь тюркологов Евразии. Т. I. Российские тюркологи (XX — начало XXI вв.). Анкара, 2011. Т. 1, кн. 1 (в соавторстве с И.Камаловым, на русском и турецком языках);
- Биобиблиографический словарь тюркологов Евразии. Т. I, кн. 2, Российские тюркологи (XX — начало XXI вв.). Анкара, 2011, Т. 1, ч. 2 (в соавторстве с И.Камаловым);
- Биобиблиографический словарь тюркологов Евразии. Т. II. Тюркологи Казахстана и Киргизстана (XX — начало XXI вв.). Анкара, 2019, Т. 2 (в соавторстве с И.Камаловым);
- Россия и Афганистан (вторая половина IX — начало XX вв.). Миссии, путешествия, экспедиции. Санкт-Петербург, «Нестор-История», 2011 (в соавторстве с Г. С. Харатишвили);
- Накануне Первой мировой: русская военная разведка на турецком направлении. Документы. Материалы. Комментарии. Тула, 2014 (в соавторстве с Басхановым М. К.);
- «Дервиш Гиндукуша. Путевые дневники центральноазиатских экспедиций генерала Б. Л. Громбчевского». Санкт-Петербург, «Нестор-История», 2015 (в соавторстве с М. К. Басхановым, М. Ф. Матвеевой);
- Памир, Хунза и Кашгария в экспедиционных фотографиях генерала Б. Л. Громбчевского (1888—1890): [альбом] / сост.: М. К. Басханов, А. А. Колесников, М. Ф. Матвеева, при участии А. И. Глухова. — Москва : Пеликан, 2017. — 187 с. : ил. — Библиогр. в примеч.
- Rus Seyyahların Gözüyle Orta Asya. Istanbul, 2019 (на турецком языке)